# Natty Dread
《Natty Dread》는 1974년 10월 25일에 발매된 밥 말리 & 더 웨일러스의 일곱 번째 스튜디오 음반이다. 이 음반은 더 웨일러스 대신 밥 말리 & 더 웨일러스로 발매된 첫 번째 음반이며, 피터 토시와 버니 웨일러가 없이 녹음된 첫 음반이며, 마르시아 그리피스, 주디 모와트, 말리의 아내 리타 말리로 구성된 여성 보컬 트리오인 아이 쓰리와 함께 녹음한 첫 음반이다.
《Natty Dread》는 《빌보드》(북미) 블랙 음반 차트 44위, 팝 음반 차트 92위로 정점을 찍었다. 2003년에는 《롤링 스톤》이 선정한 역사상 가장 위대한 음반 500장 순위에서 181위에 올랐다.

## 발매
《Natty Dread》는 1974년 10월 25일, 아일랜드 레코드와 터프 공에 의해 발매되었다.
1975년, 이 음반은 4채널 8트랙 테이프에서 발매될 준비가 되어있는 몇몇 오디오 잡지에 언급되었다. 이런 일은 일어나지 않았다. 그러나, 〈Lively Up Yourself〉와 〈No Woman, No Cry〉의 4채널 그래픽 혼합물은 마스터 테이프에서 나온 것으로 인터넷에서 구할 수 있다.
2001년, 《Natty Dread》의 리마스터드 버전이 보너스 트랙이 수록된 유니버설 레코드에 의해 발매되었다.

## 평가 및 유산
| 전문가 평가              | 전문가 평가 |
| 평가 점수                | 평가 점수   |
| 출처                     | 점수        |
| ------------------------ | ----------- |
| AllMusic                 | [ 1 ]       |
| Christgau's Record Guide | A           |
| Rolling Stone            | [ 6 ]       |

1975년 5월, 미국에서 발매된 이 음반은 빌보드 200의 92위에 올랐다. 1975년 10월, 영국에서 발매되었을 때 훨씬 더 좋은 성적을 거두어 43위에 올랐다.
2003년, 이 음반은 《롤링 스톤》의 "역사상 가장 위대한 음반 500장" 목록에서 181위로 선정되어, 2012년 개정 음반의 등급을 유지했다. 이 음반은 또한 《죽기 전에 꼭 들어야 할 앨범 1001》에도 수록되었다.

## 곡 목록
| #  | 제목                                  | 작사·작곡              | 재생 시간 |
| -- | ------------------------------------- | ---------------------- | --------- |
| 1. | 〈Lively Up Yourself〉                | 밥 말리                | 5:11      |
| 2. | 〈No Woman, No Cry〉                  | 빈센트 포드            | 3:38      |
| 3. | 〈Them Belly Full (But We Hungry)〉   | 리언 코길, 칼튼 바렛   | 3:13      |
| 4. | 〈Rebel Music (3 O'clock Roadblock)〉 | 애스톤 바렛, 휴 피어트 | 6:45      |

| #  | 제목              | 작사·작곡                  | 재생 시간 |
| -- | ----------------- | -------------------------- | --------- |
| 5. | 〈So Jah Seh〉    | 리타 말리, 윌리 프란시스코 | 4:27      |
| 6. | 〈Natty Dread〉   | R. 말리, 알렌 콜           | 3:35      |
| 7. | 〈Bend Down Low〉 | B. 말리                    | 3:21      |
| 8. | 〈Talkin' Blues〉 | 코길, C. 바렛              | 4:06      |
| 9. | 〈Revolution〉    | B. 말리                    | 4:23      |